# Sparham
 (juillet 2023).
Sparham est une paroisse civile et un village du Norfolk, en Angleterre.